# Peridontopyge schoutedeni
Peridontopyge schoutedeni är en mångfotingart som beskrevs av Carl Graf Attems 1935. Peridontopyge schoutedeni ingår i släktet Peridontopyge och familjen Odontopygidae. Inga underarter finns listade i Catalogue of Life.